# 't Vrije Volksblad
 't Vrije Volksblad is een voormalige Belgische Nederlandstalige krant.

## Geschiedenis
De krant werd opgericht door De Gids N.V. in oktober 1944 onder de titel Het Nieuwsblad, nadat deze krant een publicatieverbod had opgelegd gekregen omwille van collaboratie tijdens de Duitse bezetting in de Tweede Wereldoorlog. De redactie was gevestigd in de kantoren van De Standaard N.V. aan de Émile Jacqmainlaan te Brussel.
Toen De Standaard N.V. in 1947 de rechten van de titel Het Nieuwsblad weer opeiste ontstond er een kleine krantenoorlog en rechtszaak tussen beide nv's. Uiteindelijk mocht De Standaard N.V. de titel "Het Nieuwsblad" behouden en werd De Gids-versie op 31 maart 1947 omgedoopt in 't Vrije Volksblad. De redactie verhuisde naar een voormalige drukkerij van de christelijke arbeidersbeweging in de Brusselse Zandstraat.
Op 1 juni 1948 werd het dagblad overgedragen aan de familie Duplat, uitgever van Het Nieuws van den Dag. Omstreeks deze periode bedroeg de oplage circa 80.000 exemplaren en verschenen onder meer de stripverhalen De avonturen van detectief Van Zwam, Fred Sander en Donald Duck. Beide kranten werden ondergebracht in de nv Nevada en kregen een identieke inhoud.
In juli 1957 werd de krant - samen met zusterblad Het Nieuws van den Dag - overgenomen door De Standaard N.V. en een kopblad van Het Nieuwsblad. Op 1 januari 1966 hield de titel op te bestaan.